# بول شميت
بول شميت (بالألمانية: Paul Felix Schmidt) (و. 1916 – 1984 م) هو كيميائي، ولاعب شطرنج من ألمانيا، والولايات المتحدة، وإستونيا، ولد في نارفا، توفي في ألينتاون، عن عمر يناهز 68 عاماً.

## روابط خارجية
- بول شميت على موقع مباريات الشطرنج (الإنجليزية)
- بول شميت على موقع 365Chess.com (الإنجليزية)
- بول شميت على موقع Chesstempo.com (الإنجليزية)
- بول شميت سجل أولمبياد الشطرنج على موقع OlimpBase.org (الإنجليزية)